# Walferdange
Walferdange (lucembursky: Walfer [ˈvɑlfɐ], německy: Walferdingen) je obec a malé město ve středním Lucembursku.

## Geografie
Obec Walferdange se nachází severně od Lucemburku v údolí Alzette. Je součástí kantonu Lucemburk.
Město Walferdange leží v centru obce, další města v obci zahrnují města Helmsange a Bereldange.

## Historie
Obec Walferdange byla založena 1. ledna 1851, kdy byla oddělena od obce Steinsel. Zákon, který založil Walferdange byl přijat 25. listopadu 1850.
Ačkoli první záznamy o existenci obce se objevují v roce 1851, existují důkazy o prehistorickém osídlení i pozůstatky velmi velké římské villy. Kanát Raschpëtzer, podzemní akvadukt poblíž Helmsange, byl postaven v 1. století našeho letopočtu během římské okupace. Říká se, že je to nejdelší kanát severně od Alp.
Walferdangeský kostel byl postaven v letech 1845 až 1852; hlavním rysem jeho klasické fasády jsou dvě velké sochy Père Kolbe a Terezie z Lisieuxu, přidané později. Před oficiálním sjednocením obce a ještě předtím, než byl tento kostel postaven, to bylo právě náboženství, které spojilo vesnice Heisdorf, Helmsange, Bereldange a Walferdange.
Uznání Walferdange jako významného města přišlo v roce 1850, kdy si princ Hendrik, bratr velkovévody Viléma III., vybral Walferdange jako své sídlo. Po uznání nezávislosti Lucemburského velkovévodství v roce 1867 byl Walferdangeský zámek podle ústavy přidělen velkovévodovi Adolfovi. Jako vinař nadšeně podával svým hostům víno z vlastní produkce. Palác později rodina velkovévodů opustila.

## Zajímavosti
Mezi památky patří římská villa a podzemní akvadukt Raschpëtzer Qanat, stejně jako Walferdangeský zámek. Do roku 2015 v rezidenčním paláci sídlila Fakulta jazyků a literatury, humanitních věd, umění a behaviorálních věd Lucemburské univerzity.

## Sporty
Walferdange je domovem mnoha sportovních klubů, včetně BBC Résidence (basketbal), RSR Walfer (volejbal), De Renert (rugby union), FC Résidence Walfer (fotbal), Tenisový klub Résidence Walfer (tenis) a Kriketový klub optimistů (kriket).

### Kriket
Kriketové hřiště Pierra Wernera, známé také jako Kriketové hřiště Walferdange, se nachází v Helmsange u řeky Alzette. Kriketové hřiště je předním kriketovým místem v Lucembursku a je domovem špičkového kriketového klubu, Kriketového klubu Optimists (OCC). Je pojmenováno po Pierru Wernerovi, bývalém lucemburském premiérovi (1959–74, 1979–1984). Werner se zamiloval do kriketu, když žil v Londýně v roce 1930. Poté se stal čestným prezidentem OCC; spolek byl založen, když byl předsedou vlády. Werner otevřel nový pozemek OCC v roce 1992.

### Pidal
PIDAL, což ve francouzštině znamená Piscine intercommunale de l’Alzette, je bazén s lázeňskou částí, saunou, fitness a restaurací.
Zařízení je spravováno obcemi Lorentzweiler, Steinsel a Walferdange.

## Kultura
Harmonie Grand-Ducale Marie-Adélaïde (Walfer Musek), pojmenovaná po lucemburské velkovévodkyni Marii-Adéle, byla založena v roce 1912.

## Obyvatelstvo
Podle webové stránky obce mělo Walferdange na začátku roku 2016 asi 8 030 obyvatel. Více než 51 % tvoří cizinci přibližně 90 různých národností.

### Oficiální statistiky 1821 - 2015
| Specifikace                | 1821    | 1851    | 1871   | 1880    | 1890    | 1900    | 1910    | 1922    | 1930    | 1935    | 1947    | 1960    | 1970    |
| -------------------------- | ------- | ------- | ------ | ------- | ------- | ------- | ------- | ------- | ------- | ------- | ------- | ------- | ------- |
| Lucemburské velkovévodství | 134 082 | 194 719 | 204028 | 210 507 | 211 481 | 236 125 | 259 027 | 261 643 | 299 872 | 296 913 | 290 992 | 314 889 | 339 841 |
| Walferdange                | 594     | 854     | 1 020  | 885     | 892     | 941     | 1 015   | 1 121   | 1 500   | 1 726   | 2 132   | 3 008   | 4 279   |

| Specifikace                | 1981    | 1990    | 2000    | 2010    | 2011    | 2012    | 2013    | 2014    | 2015    |
| -------------------------- | ------- | ------- | ------- | ------- | ------- | ------- | ------- | ------- | ------- |
| Lucemburské velkovévodství | 364 597 | 379 300 | 435 479 | 502 066 | 512 353 | 524 853 | 537 039 | 549 680 | 562 958 |
| Walferdange                | 5 300   | 5 853   | 6 459   | 7 291   | 7 240   | 7 404   | 7 563   | 7 715   | 7 819   |

## Doprava
Walferdange je spojeno s vnějším světem prostřednictvím železniční stanice Walferdange, dálnice N7 a několika autobusových linek, včetně linek města Lucemburk (AVL) 11 a 10.
Obec má také vlastní minibusovou dopravu známou jako „Walfy-Flexibus“.

## Partnerská města
Walferdange je spárováno s:
- Schmitshausen, Německo
- Longuyon, Francie
- Limana, Itálie